# سويدي (جلد)
السُّوَيدِيّ أو الجلد الزَغِب هو نوع من الجلد أجعد وزَغِب، ويستخدم عادة للسترات والأحذية والأقمشة وحقائب اليد والأثاث وغيرها من العناصر. جاء المصطلح من الجملة الفرنسية (gants de Suède)، والتي تعني حرفياً «قفازات سويدية».
في الجلد السويدي تكون الطبقة السفلية من جلد الحيوانات، وهي أكثر نعومة وليونة من طبقة الجلد الخارجية، وإن لم تكن متينة.